# Arbetarbladet (Finland)
Arbetarbladet är en finlandssvensk socialdemokratisk partitidning som ges ut i Helsingfors i Finland. 
Arbetarbladet grundades 1919 och ges ut av Arbetarförlaget Ab. Tidningen utkom som två- och tredagarstidning mellan 1919 och 1986 och som endagstidning mellan 1986 och 2009. Tidningen hette Svenska Demokraten mellan 1949 och 1972.
På grund av ekonomiska problem beslutades på hösten 2009 att tidningen skulle läggas ned i pappersformatet och att tidningen skulle efter årsskiftet 2009/2010 endast utkomma som webbtidning. Första numret av webbtidningen gavs ut den 4 januari 2010 och den kommer ut alla vardagar.
Senaste tillgängliga upplageuppgiften är från 2004, då låg upplagan på 2 093 exemplar. Under de sista åren som papperstidning trycktes den i Björneborg hos Kehitys Oy/Allaturn Oy.

## Chefredaktörer
- Axel Åhlström 1925–1934
- Karl-August Fagerholm 1934–1937[a]
- Atos Wirtanen 1940–1941
- Gunnar Henriksson 1941–1945
- Atos Wirtanen 1945–1947
- Gunnar Henriksson 1947–1969
- Lars Lindeman 1969–1970
- Kaj Laxen 1970–1972
- Yrsa Stenius 1972–1978
- Alf-Erik Helsing 1978–2004
- Jan-Erik Wiik  2004–2010
- Siv Åstrand  2010–2017
- Johan Kvarnström 2017–2023
- Topi Lappalainen 2023–